# 板取村立板取北小学校
板取村立板取北小学校 （いたどりそんりつ いたどりきたしょうがっこう）は、かつて岐阜県武儀郡板取村（現・関市）に存在していた公立小学校。

## 概要
- 旧・武儀郡板取村の北部（中切・島口・保木口など）の小学校であった。
- 跡地は中濃消防組合板取川出張所になっている。門柱、二宮金治郎像などは廃校記念碑周辺に集められてある。

## 沿革
- 1978年（昭和53年）4月1日 - 中切小学校と島口小学校を統合し、板取村立板取北小学校として開校。校区は中切小学校校区と島口小学校校区の他、保木口小学校校区の一部[注釈 1]を引き継ぐ。
- 1980年（昭和55年）4月 - 保木口小学校を統合する。
- 1997年（平成9年）3月31日 - 板取第一小学校と統合し、板取小学校の新設により廃校。